# Баррос Луко (сандвіч)
Баррос Луко (ісп. Sandwich Barros Luco) — чилійський гарячий сандвіч, який включає яловичину та плавлений сир у хлібі. Сандвіч названий на честь президента Чилі Рамона Барроса Луко, який обіймав посаду президента Чилі з 1910 по 1915 рік. Сандвіч був створений у ресторані Національного конгресу Чилі, де президент Баррос Луко завжди замовляв цей сандвіч. Інші джерела вказують на ресторан у Сантьяго Confitería Torres як на місце, де було створено сандвіч.
Існує варіант сандвіч Баррос Луко — Баррос Харпа. Двоюрідний брат президента, сенатор Ернессто Баррос Харпа (Ernesto Barros Jarpa), просив приготувати в ресторані бутерброди з шинкою та сиром, бо йому було важко їсти яловичину. Ці сандвічі стали відомі як Баррос Харпа, названі за аналогією з вже популярним тоді сандвічем.

## Приготування
Тонкі шматочки яловичини обсмажуються на сковороді чи грилі. Половинки булочки або нарізаний хліб підсмажується, часто хліб просочують соком, що залишився після смаження м'яса. Скибочки сиру плавляться на сковороді. На хліб укладається м'ясо і поливається розплавленим сиром, зверху укладається другий шматочок хліба чи булочки.
Сандвіч можна приготувати з різних шматків яловичини, наприклад, філе чи корейки, різних сортів сиру (найчастіше чанко чи мантекосо) та різних видів хліба. Різновиди хліба, які найбільше підходять для цього сандвіча, це білі булочки фріка (ісп. la frica), марракета (ісп. marraqueta), замішаний хліб (ісп. el pan amasado) та нарізаний тостовий хліб.
Існує також бразильський сандвіч, який став популярним серед чилійських водіїв вантажівок, що містить класичні інгредієнти Баррос Луко (м'ясо, сир), але готується з меленим авокадо. Кольори сиру (жовтий) та авокадо (зелений) належать до кольорів бразильського прапора, звідси й назва.
За бажанням, сандвіч можна заправити якимось соусом до смаку. Це може бути часниковий майонез, пебре, чанчо ен п'єдра (chancho en piedra), ахі, кетчуп, гірчиця та ін.